# Vườn Nhật

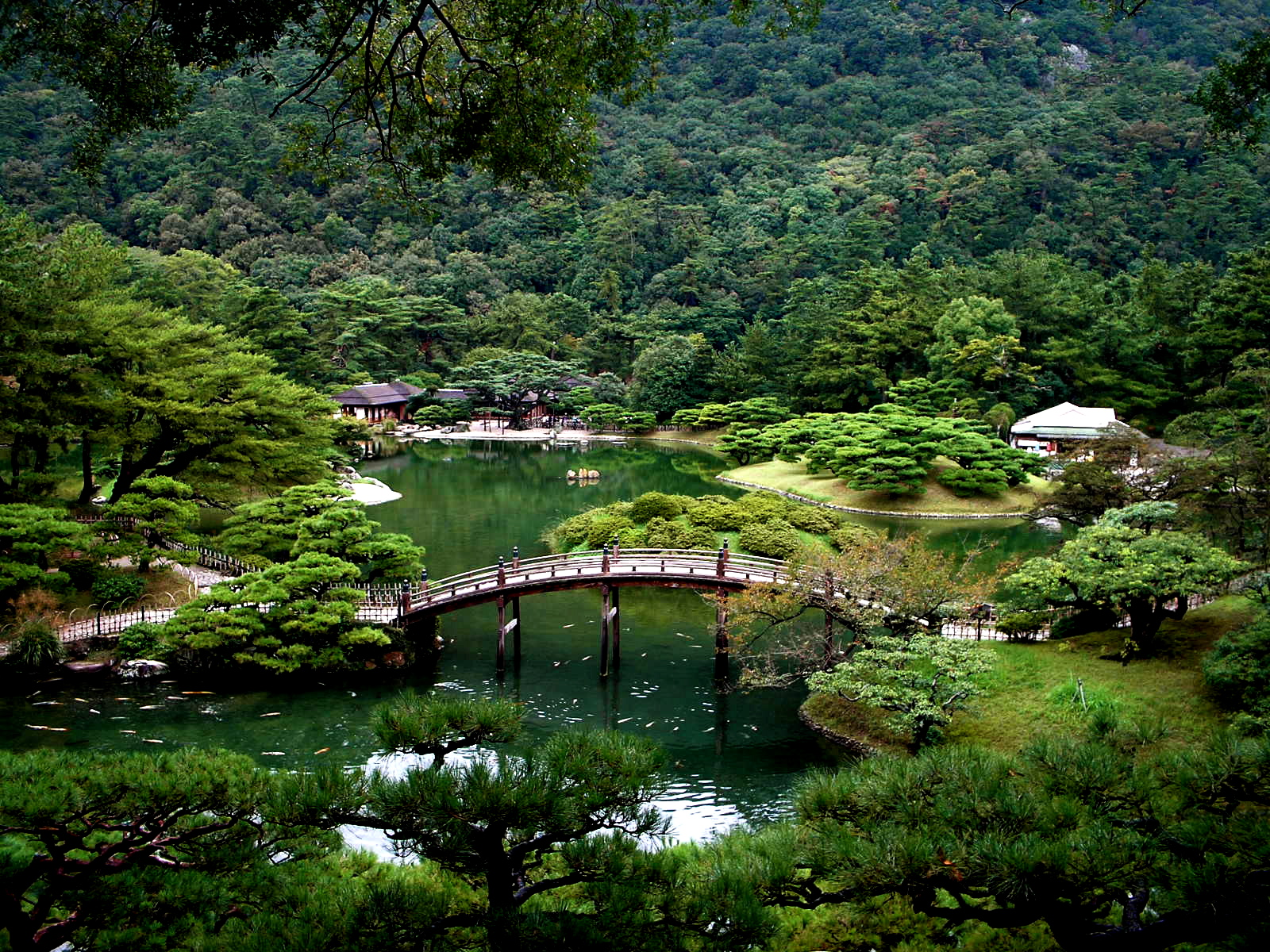
Cảnh trong vườn Ritsurin tại Takamatsu, được xây dựng từ thế kỷ 17

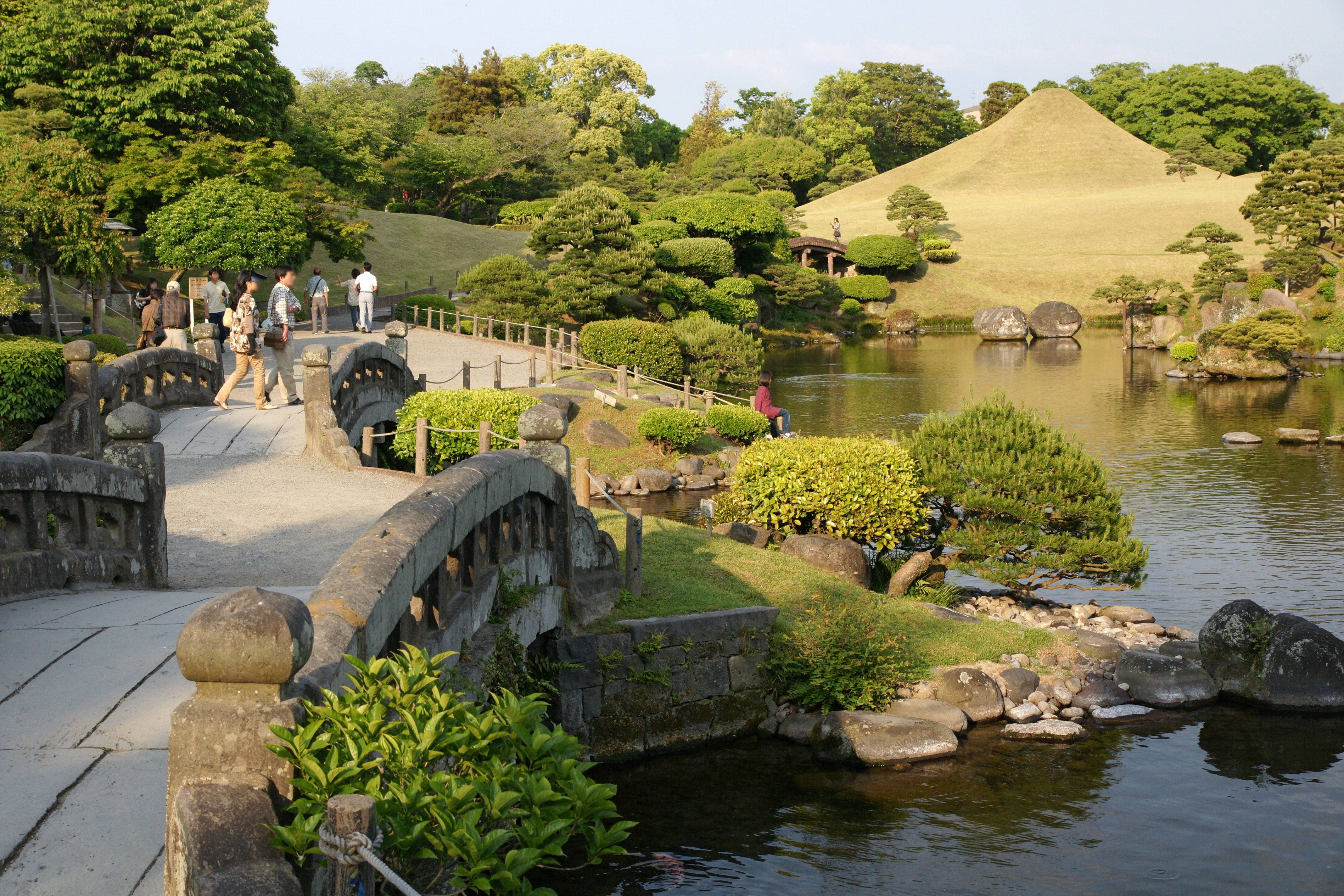
Cảnh một vườn Nhật ở chùa Suisen, tỉnh Kumamoto, Nhật Bản

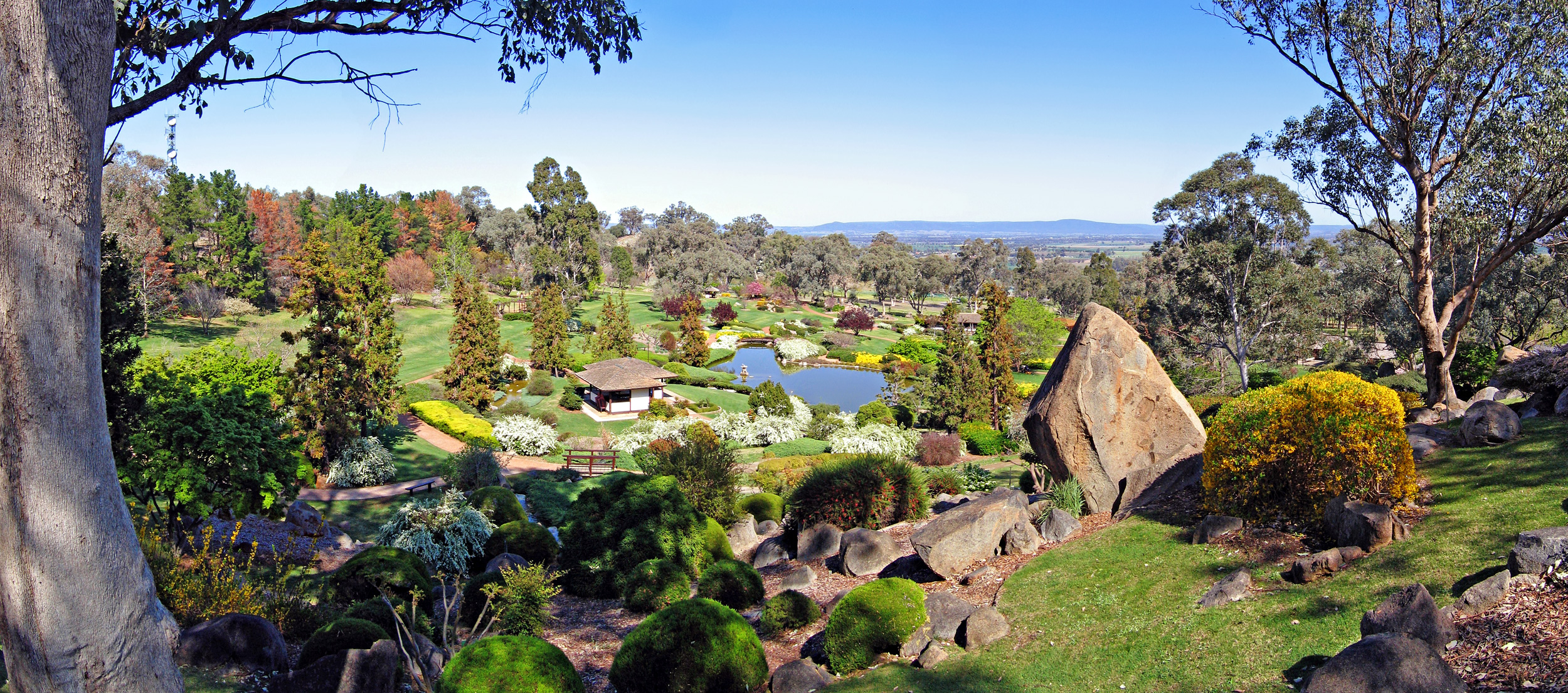
Vườn Nhật Bản tại Cowra, tiểu bang New South Wales, Úc

Vườn Nhật (tiếng Nhật: 日本庭園 nihon teien hoặc 和風庭園 Wafu teien) là kiểu vườn cảnh truyền thống của Nhật Bản. Vườn Nhật mang đặc trưng nổi bật đó là tập hợp ngăn nắp của các vật thể thiên nhiên thu nhỏ qua bàn tay của con người (như một tảng đá được làm trông dáng như một quả núi, hay đất đắp thành những quả đồi, hay những cây được uốn làm cho giống như cây cổ thụ...) xung quanh một hồ nước nhân tạo có những hòn đảo giả. Nhiều vườn Nhật có cách bài trí với những hàm ý sâu xa của Thiền tông.

## Lịch sử
Vườn Nhật Bản xuất phát từ những kiến thức mà người Nhật học được từ Trung Quốc trong thời kỳ Asuka cùng với những kiến thức và thế giới quan Phật giáo. Trong thời kỳ Edo, hoàng gia, các quý tộc, shogun, daimyo, các chùa chiền và đền thờ của đạo Shinto đều chơi vườn cảnh.
Phong cách của vườn Nhật được giới thiệu một cách chính thức ra thế giới có thể là từ cuối thế kỷ 19 với tác phẩm Landscape Gardening in Japan của Josiah Conder năm 1893. Ngày nay, không chỉ ở Nhật Bản mà ở nhiều nơi khác trên thế giới cũng có vườn Nhật.

## Đặc điểm
Vườn Nhật mang đậm ảnh hưởng của Thiền. Ở trong vườn, cây, cỏ, lá, hoa, đá, nước và cá đều được coi trọng, thiếu một thứ có lẽ sẽ không còn là vườn Nhật.
Ở vườn Nhật cũng có những yếu tố mang đậm nét đặc trưng, đó là trà thất, thạch đăng lung, thủy bồn, cá cảnh... Đặc biệt ở vườn Nhật yếu tố thời gian luôn là vấn đề tiên quyết, thời gian ở đây như được ngưng đọng và rêu phong phủ kín những lối về.
Vườn đá (枯山水 Karesansui), kiểu vườn Nhật Bản mà người ta dùng đá, sỏi, cát sắp xếp lại tạo thành những hình gợi nên cảm giác sông, hồ, biển cả với núi đá, hòn đảo nhô lên, thường được người phương Tây thường gọi kiểu vườn này là vườn Thiền.
Loại sân vườn Karesansui đã xuất hiện từ thời Muromachi (1392-1568). Loại sân vườn này không sử dụng đến ao hay suối nước. Nó là biểu tượng của phong cảnh thiên nhiên như đồi, núi, biển, sông, hồ qua việc sử dụng và bố trí đá, sỏi, cát trắng, rong rêu và các loại cây được gọt tỉa.
Trong thiết kế sân vườn Karesansui, việc sắp đặt đá là quan trọng. Do vậy, phải đặt đá đúng chỗ để cho được góc nhìn đẹp nhất. Nếu một viên đá có phần đỉnh trông xấu, bạn đừng đặt nó ngay giữa vườn, hãy đặt nó vào một bên sân vườn.Nên chú ý sắp đặt đá theo chiều ngang hơn là chiều đứng. Nếu các viên đá được sắp đặt càng ra xa, hãy bố trí cho chúng chạy nối tiếp nhau. Nếu các viên đá dựa vào nhau, bạn nên sắp đặt cho chúng hỗ trợ nhau.

## Những vườn Nhật nổi tiếng
Có ba vườn Nhật nổi tiếng nhất Nhật Bản, đó là Vườn Kenroku ở thành phố Kanazawa (Ishikawa), Vườn Koraku ở thành phố Okayama và Vườn Kairaku ở thành phố Mito. Ở Nhật Bản, ba vườn này nổi tiếng vì độ lớn của chúng.
Đối với người nước ngoài, những vườn Nhật nổi tiếng là những vườn ở các ngôi chùa và cung điện cổ của Nhật như vườn chùa Jisho, cung điện Nijo, chùa Rokuon, chùa Ryoan,...

## Vườn Nhật trên thế giới

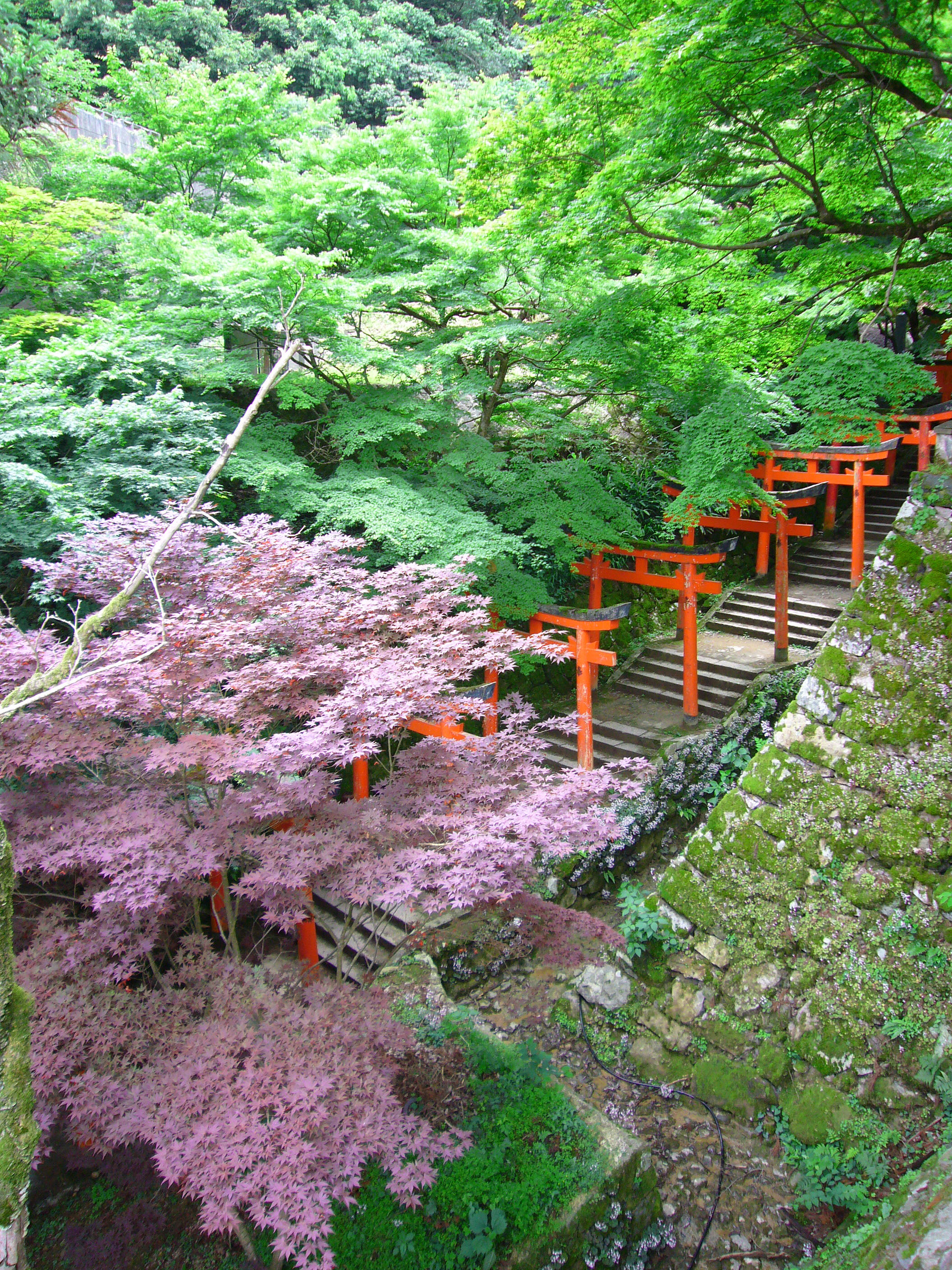
Vườn tại điện Izushi

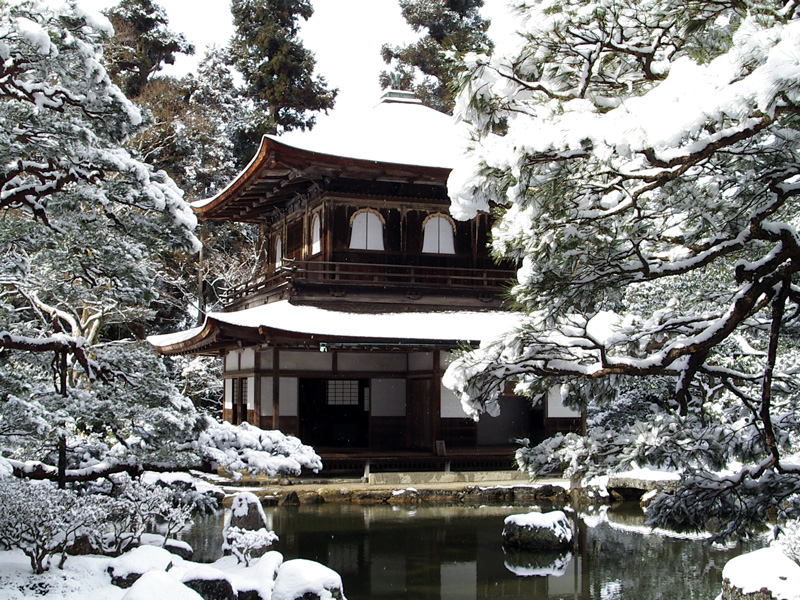
Vườn tại đền Ginkakuji trong mùa đông

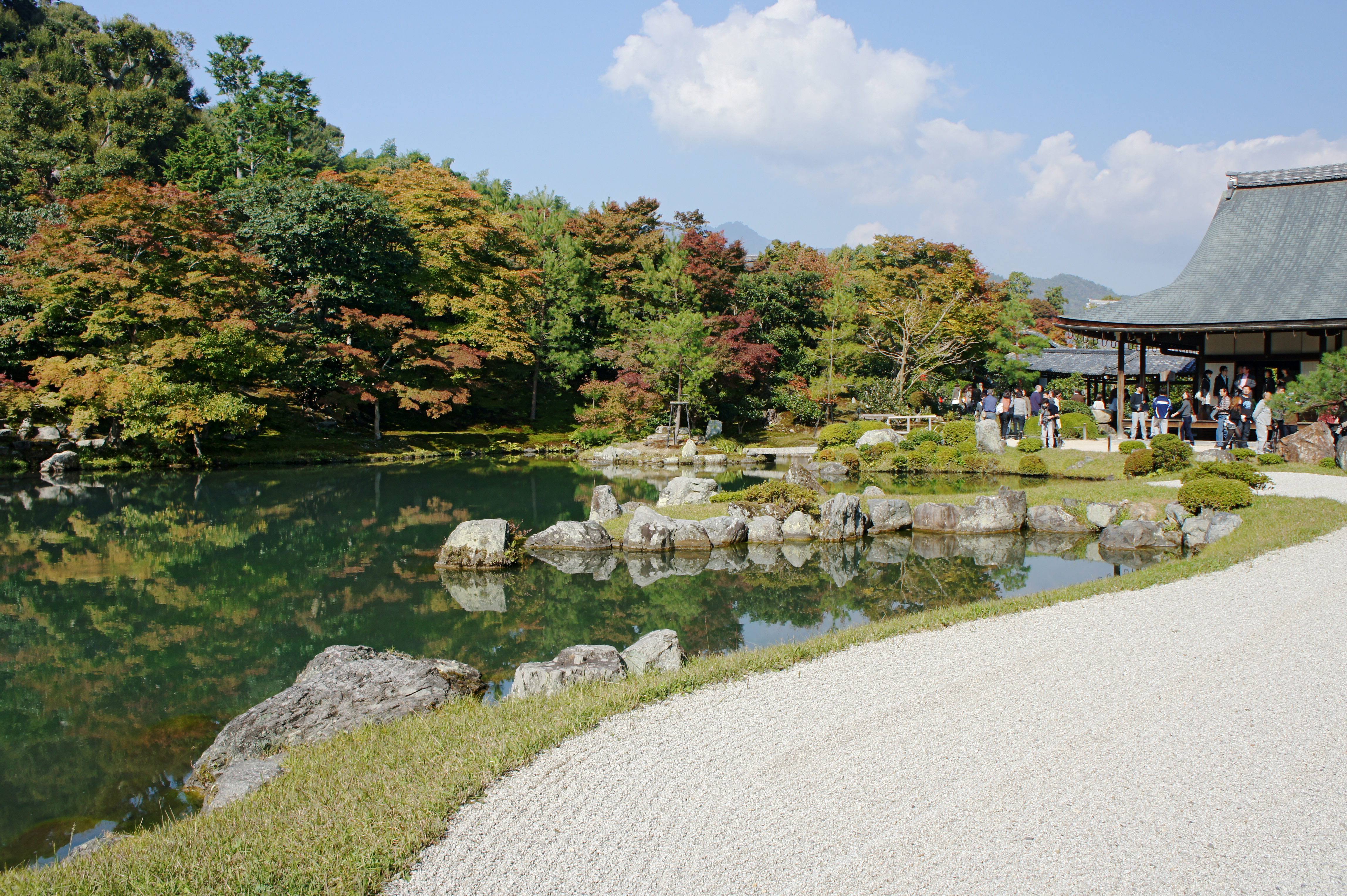
Khuôn viên chùa Tenryū-ji

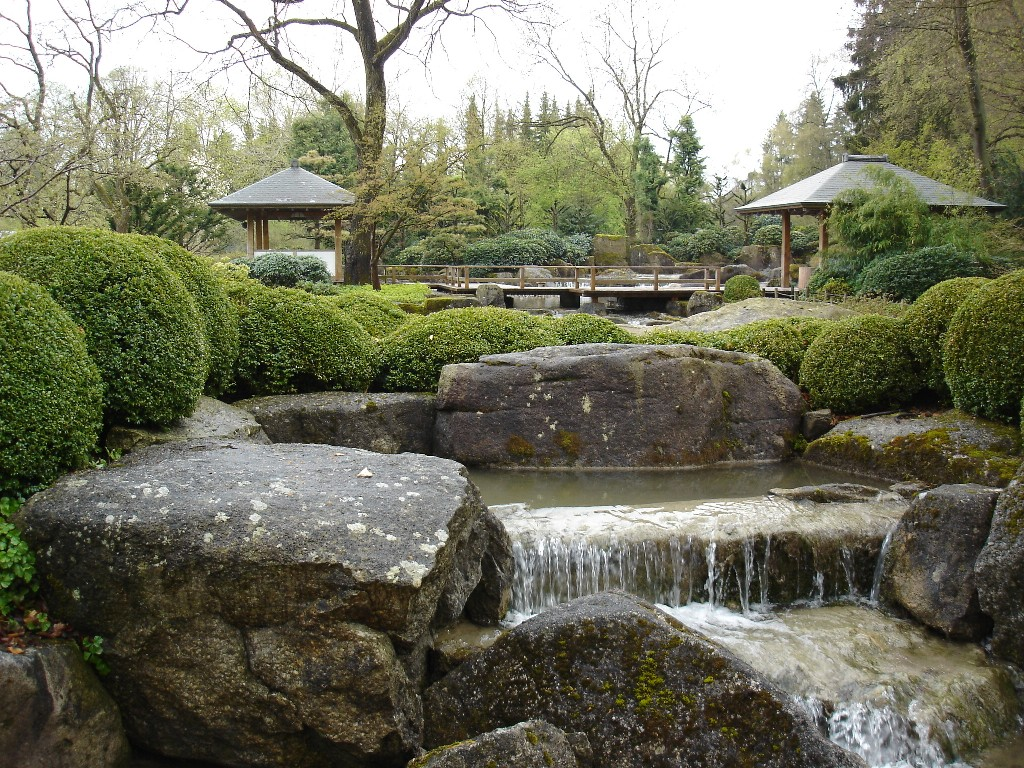
Vườn Nhật tại Augsburg, Đức

### Nhật Bản
- Chùa Kinkakuji, chùa Gác vàng
- Chùa Ginkakuji
- Chùa Saihō-ji
- Chùa Byōdō-in
- Chùa Nanzen-ji
- Chùa Kenroku-en

### Anh
- Vườn Nhật Bản trong Công viên Tatton tại Cheshire
- Vườn Nhật Bản trong Công viên Sir Thomas và Lady Dixon tại Belfast
- Vườn Nhật Bản trong Lâu đài Lauriston tại Edinburgh

### Bỉ
- Vườn Nhật Bản tại Hasselt

### Canada
- Vườn Tưởng niệm Nitobe (Nitobe Memorial Garden) trong phạm vi của Đại học British Columbia tại Vancouver
- Vườn Nhật Bản trong Vườn Bách thảo Montréal (Jardin botanique de Montréal) tại Montréal

### Hoa Kỳ
- Vườn trà Nhật Bản ở Công viên Cổng Vàng tại San Francisco, California
- Vườn Nhật Bản trong Vườn Bách thảo Brooklyn tại Brooklyn, New York
- Vườn Nhật Bản trong Vườn Bách thảo Chicago tại Glencoe, Illinois
- Vườn Nhật Bản trong Vườn Bách thảo Fort Worth tại Fort Worth, Texas
- Vườn Nhật Bản của Thư viện Huntington tại San Marino, California
- Vườn Nhật Bản tại Portland tại Portland, Oregon
- Vườn Nhật Bản Roji của Viện Bảo tàng Morikami tại Delray Beach, Florida
- Vườn Nhật Bản tại Seattle và Vườn Kubota tại Seattle, Washington
- Vườn Nhật Bản trong Vườn Bách thảo Missouri tại St. Louis, Missouri
- Vườn Yuko tại Elkhorn tại Georgetown, Kentucky

### Pháp
- Vườn Nhật Bản trong khu vườn của Albert Kahn tại Boulogne-Billancourt

### Úc
- Vườn Nhật Bản tại Cowra, tiểu bang New South Wales, Úc

### Việt Nam

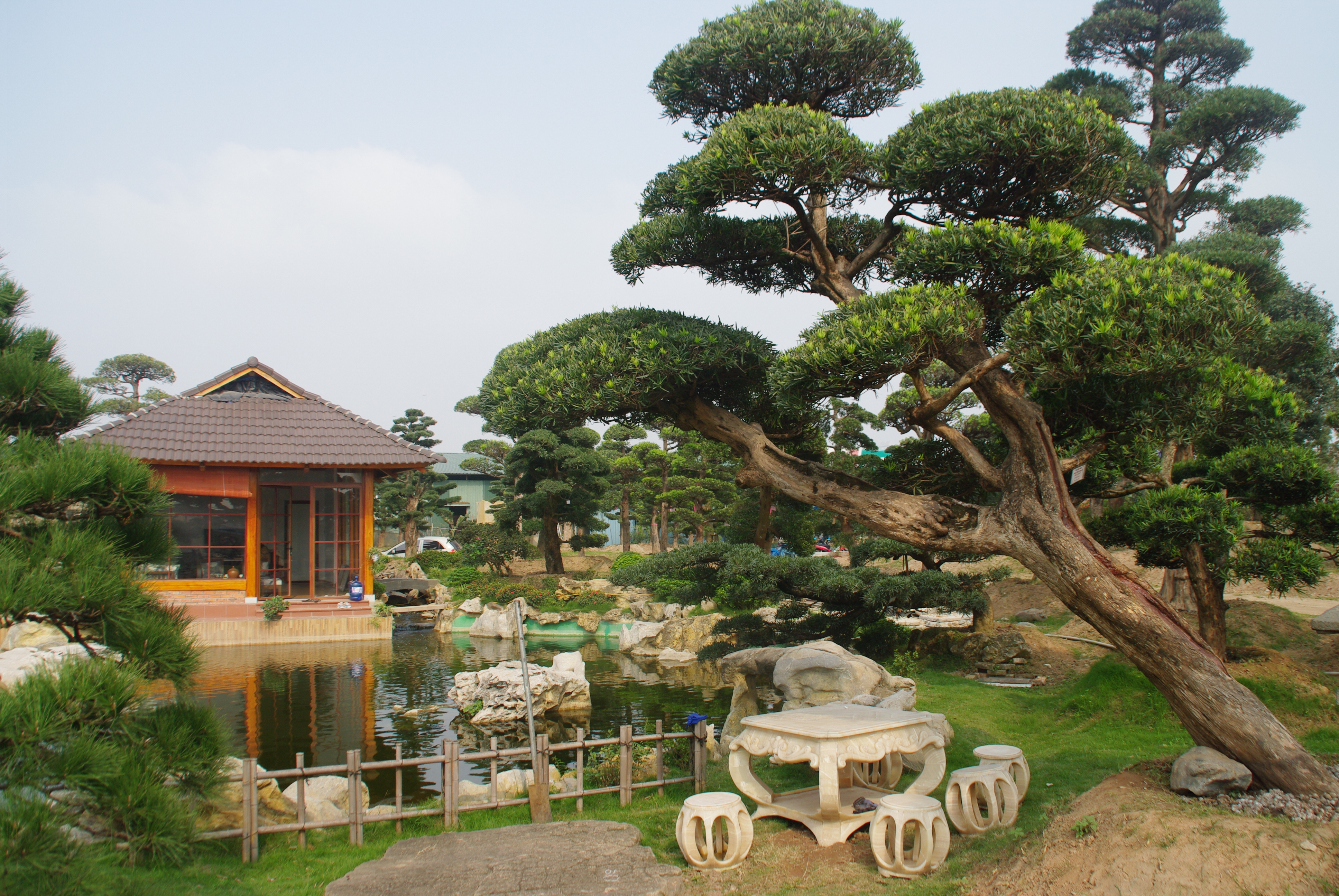
Vườn Nhật tại Hà Nội, Việt Nam

- Vườn Nhật Bản (Thanh Tùng Cát Tường), Khu công viên thể thao cây xanh Hà Đông, Tô Hiệu, Hà Đông, Hà Nội, Việt Nam.